# Клименко Олексій Григорович
Олексій Григорович Клименко (рос. Алексей Григорьевич Клименко; нар. 1912, Київ — пом. 24 лютого 1943, Бабин Яр, Київ) — український радянський футболіст, півзахисник. Майстер спорту.
Насамперед відомий виступами за «Динамо» (Київ).

## Біографія
Народився 1912 року у Києві.
З 1936 року захищав кольори «Динамо» (Київ), за який і грав до початку німецько-радянської війни.
Під час війни залишився в Києві і був учасником футбольних поєдинків в окупованому Києві в липні-серпні 1942 року в складі команди «Старт», один з яких згодом назвали «матч смерті».
18 серпня 1942 року футболістів, які працювали на хлібозаводі, в тому числі і Клименка, заарештували. На футболістів донесли, що команда «Динамо» була у віданні НКВС, а її гравці числилися в штаті НКВС і мали військові звання.
23 лютого 1943 року, напередодні 25-х роковин Червоної армії, підпільники спалили механічний завод «Спорт», куди німці привезли сто саней для оковування. Згоріли всі основні цехи. За це наступного дня, 24 лютого, у Сирецькому концтаборі відбувся розстріл сорока заручників, до числа яких потрапили і три футболісти «Старта», серед них опинився і Клименко.
Посмертно, у 1965 році, нагороджений медаллю «За відвагу».

## Досягнення
- Чемпіон УРСР: 1936
- Володар кубка УРСР: 1937, 1938
- Срібний призер чемпіонату СРСР: 1936 (весна)
- Бронзовий призер чемпіонату СРСР: 1937
- Володар кубка сезону УРСР:1936.1937.

### Індивідуальні
- Нагороджений медаллю «За відвагу».
- Майстер спорту